# Stephan Quensel
Stephan Quensel (* 14. Mai 1936 in Heidelberg) ist ein deutscher Jurist und Kriminologe. Quensel war bis zu seiner Pensionierung (2002) Professor auf dem Lehrstuhl für Resozialisation und Rehabilitation im Studiengang Soziologie der Universität Bremen. Seine  Arbeitsschwerpunkte sind: Soziale Kontrolle und abweichendes Verhalten – Theorie und Geschichte; insbesondere Drogen, Strafanstalten und Psychiatrie. Er ist Mitglied im Schildower Kreis, einem Experten-Netzwerk, das gegen die Drogenprohibition argumentiert sowie des wissenschaftlichen Beirats des Branchenverbandes Cannabiswirtschaft e. V.

## Schriften (Auswahl)
- Sozialpsychologische Aspekte der Kriminologie – Handlung, Situation und Persönlichkeit. Enke, Stuttgart 1964 (auch Dissertation, Universität Freiburg, 1963).
- Drogenelend: Cannabis, Heroin, Methadon – Für eine neue Drogenpolitik. Campus-Verlag. Frankfurt am Main/New York 1982, ISBN 3-593-33116-0.
- Mit Drogen leben – Erlaubtes und Verbotenes. Campus-Verlag, Frankfurt am Main/New York 1985, ISBN 3-593-33544-1.
- Wer raucht, der stiehlt ... – Zur Interpretation quantitativer Daten in der Jugendsoziologie. VS-Verlag für Sozialwissenschaften, Wiesbaden 2003, ISBN 978-3-531-15971-3.
- Das Elend der Suchtprävention: Analyse – Kritik – Alternative. VS-Verlag für Sozialwissenschaften, Wiesbaden 2004, ISBN 3-531-14269-0. (2. Auflage, Wiesbaden 2010, ISBN 978-3-531-17386-3).
- Ketzer, Kreuzzüge, Inquisition. Die Vernichtung der Katharer. Springer VS, Wiesbaden 2017, ISBN 978-3-658-15137-9.
- Hexen, Satan, Inquisition – Die Erfindung des Hexen-Problems. Springer VS, Wiesbaden 2017, ISBN 978-3-658-15125-6.
- Irre, Anstalt, Therapie – Der Psychiatrie-Komplex. Springer VS, Wiesbaden 2018, ISBN 978-3-658-16210-8.